# Bibita

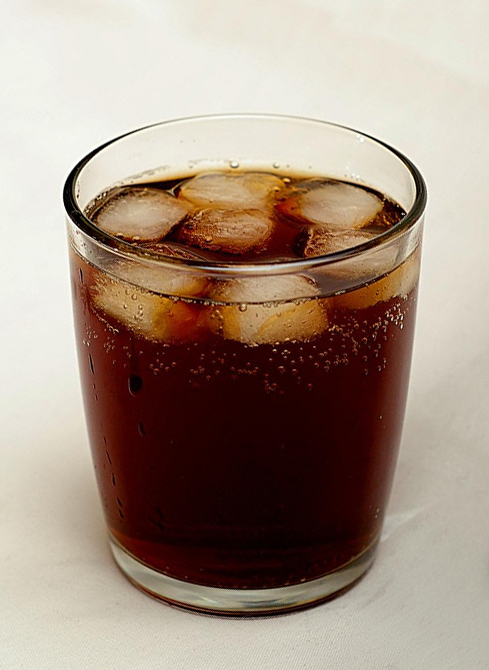
Un bicchiere di cola

Una bibita (in inglese soft drink) è un tipo di bevanda analcolica a base di acqua naturale o acqua gassata con carbonato di sodio (comunemente detta soda) e quasi sempre addizionata ad aromi e sostanze dolci (zucchero oppure dolcificanti o fruttosio). Tali bevande possono contenere anche caffeina, taurina (in particolare le cosiddette bevande energetiche) e/o gomma arabica e vengono utilizzate a volte nella preparazione di cocktail.
Tra le bibite rientrano la gazzosa, il chinotto, l'acqua tonica, l'aranciata, la limonata, la cedrata, le spume all'arancia, al cedro o al pompelmo, il Ginger ale, il Mezzo Mix, le bevande energetiche e le bibite a base di cola.
Per il confezionamento è diffusa, oltre alla confezione in lattina, l'imbottigliamento in bottiglie in vetro o plastica PET.

## Storia

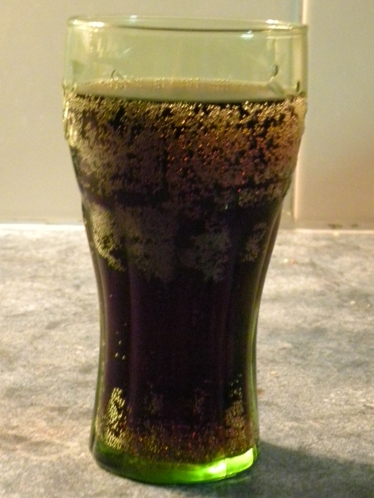
Un bicchiere di cola

Le prime bibite non-carbonate ad essere commercializzate nel mondo occidentale furono preparate nel XVII secolo. Esse erano composte da acqua e da succo di limone reso dolce col miele. Nel 1676 una Compagnie des Limonadiers di Parigi si assicurò il monopolio per la vendita di questo tipo di bevande ai passanti assetati ai quali venivano distribuite coppe riempite da piccole damigiane caricate sulle spalle dei venditori ambulanti.
Nel XVIII secolo, la scienza contribuì notevolmente nella creazione di quelle che sarebbero state poi le moderne acque minerali. Fu nel 1767 che l'inglese Joseph Priestley per primo scoprì un metodo per infondere nell'acqua l'anidride carbonica così da creare l'acqua gassata. L'esperimento di Priestley avvenne in una birreria di Leeds. Priestley scoprì l'acqua gassata, ovvero il componente della maggior parte dei soft drink. Priestley si rese conto che l'acqua, sebbene trattata, aveva un gusto gradevole e la offrì agli amici come bibita rinfrescante. Nel 1772 lo scienziato pubblicò un trattato intitolato Impregnating Water with Fixed Air in cui descriveva la distillazione del cosiddetto oil of vitriol (olio di vetriolo, ovvero acido solforico) utile per produrre gas da anidride carbonica e favorirne la sua dissoluzione in un contenitore nel quale veniva agitata dell'acqua.
Un altro inglese, John Mervin Nooth, implementò la scoperta di Priestley producendo un'apparecchiatura di uso commerciale destinata alle farmacie. Il chimico svedese Torbern Bergman, poi, inventò a sua volta un apparecchio per la generazione di acqua gassata mediante gesso e acido solforico. Con questo sistema si poteva produrre un'imitazione dell'acqua minerale in notevole quantità. Nel tardo XVIII secolo, infine, il chimico svedese Jöns Jacob Berzelius iniziò ad aggiungere aromi (spezie, succhi di frutta e vino) all'acqua gassata.

## Caratteristiche

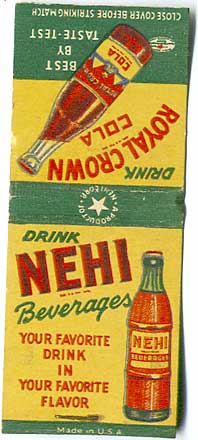
La Nehi è stato un tipico soft drink in uso negli Stati Uniti negli anni venti

Questo tipo di bevande è spesso indicato con nomi differenti, mutuati da quelli in uso sul mercato anglosassone: soft drink, pop, soda, coke, soda pop, fizzy drink, tonic o carbonated beverage. Soft drink è il termine più diffuso e utilizzato.
Prodotti come le bevande energetiche in uso fra gli sportivi e i succhi di frutta in genere non sono considerati soft drink, così come non lo possono essere le bevande calde a base di cioccolata, tè, caffè e latte (inclusi frullati e frappé).
Solitamente servite fredde o a temperatura ambiente, le bibite sono chiamate soft drink in contrasto con le bevande definite - sempre nel mercato anglosassone - hard drink, ovvero le bevande alcoliche. Piccole quantità di etanolo, tuttavia, possono essere presenti anche nei soft drink, sebbene il titolo alcolometrico non possa superare lo 0.5% del volume totale del prodotto nel caso in cui la bevanda debba essere classificato come analcolica.
Le più diffuse bibite sono, oltre alle già citate cole, spume e gassose, la limonata e l'aranciata, oltre alle bibite a base di lime, la root beer (un particolare tipo di birra gassata diffusa in Nordamerica), la grape soda, la cream soda a base di vanillina, il ginger ale, il punch a base di frutta da servire freddo e senza alcool (Delaware Punch), lo squash a base di sciroppo di frutta, lo Julmust.

## Effetti sulla salute
Il consumo eccessivo di bibite zuccherate è associato ad obesità, diabete mellito di tipo 2, carie dentaria e bassi livelli nutrizionali. Studi sperimentali tendono a sostenere un ruolo causale per le bibite analcoliche zuccherate in rapporto a questi malanni anche se ciò è messo in dubbio da altri ricercatori. È da intendere che le bevande edulcorate comprendono tanto quelle che utilizzano lo sciroppo di mais ad alto contenuto di fruttosio, così come quelli che usano saccarosio. Molte bibite contengono ingredienti che sono essi stessi fonte di preoccupazione: la caffeina, se consumata in eccesso, è causa del favorimento di stati di ansia e disturbi del sonno.
Restano controverse invece le valutazioni sugli effetti in rapporto alla salute dello sciroppo di mais ad alto fruttosio e dei dolcificanti artificiali. Il benzoato di sodio è stato studiato come una possibile causa di danni al DNA e come causa di iperattività. Altre sostanze hanno effetti negativi sulla salute, ma sono presenti in quantità talmente piccole che sono probabilmente ininfluenti a determinare un sostanziale rischio per la salute.
Nel 1998, il Center for Science in the Public Interest ha pubblicato un rapporto sui possibili danni alla salute prodotti dai soft drink intitolato Liquid Candy: How Soft Drinks are Harming Americans' Health. La relazione ha esaminato le statistiche relative al consumo dei soft drink, in particolare da parte dei più giovani, e le conseguenze sulla salute, incluse le malattie che possono riguardare il cuore. Ha inoltre esaminato commercializzazione di bevande analcoliche e formulato varie raccomandazioni volte a ridurre, o quantomeno a contenere, il consumo di soft drink.
In ragione dei loro effetti sulla salute, la legislazione di alcuni paesi prevede l'applicazione di una tassa sulle bibite zuccherate (spesso denominata Soda Tax), volta a disincentivarne il consumo e ad andare a coprire in parte le maggiori spese per il sistema sanitario da esso derivanti.